# Улица Максима Горького (Екатеринбург)
Улица Макси́ма Го́рького — одна из старейших улиц Екатеринбурга. Расположена вдоль левого берега Городского пруда и ниже по реке Исети между улицами Клары Цеткин и Куйбышева в Центральном жилом районе Екатеринбурга (Октябрьский и Кировский административные районы). Протяженность улицы с севера на юг составляет около 1700 м. Своё современное название улица получила в честь русского писателя Максима Горького.

## История и достопримечательности
В дореволюционном Екатеринбурге улица не была единой, а делилась на три самостоятельные улицы. От Главного проспекта до реки Мельковки шла Тарасовская набережная. Название появилось по усадьбе купцов Тарасовых, занимавшей значительный её отрезок. Между Главным проспектом и Покровским проспектом (улица Малышева) на один квартал тянулась Механическая улица, отделявшаяся от Тарасовской набережной Екатерининской площадью (современная площадь Труда). Название Механическая улица получила потому, что на неё выходили заводские корпуса, в которых ранее помещалась казённая механическая фабрика. За Покровским проспектом шла на юг 2-я Береговая улица, расположенная на другой стороне Исети от 1-й Береговой улицы (сейчас Переулок Щедрина).
С начала XX-го века на улице располагалась городская электростанция.
После 1917 года Тарасовская набережная была переименована в Набережную Труда, а 2-ю Береговую улицу — в улицу Рабочего Загвозкина (в честь екатеринбургского большевика, работавшего на электростанции, бывшего некоторое время председателем горкома).
В 1930-е годы все эти три улицы были объединены в одну.
23 мая 2009 года у дома 8 установлен Памятник The Beatles.
В 2020 году было сдано в эксплуатацию новое офисное здание РМК на улице Горького, 57. Проект здания разрабатывался компанией Foster + Partners.

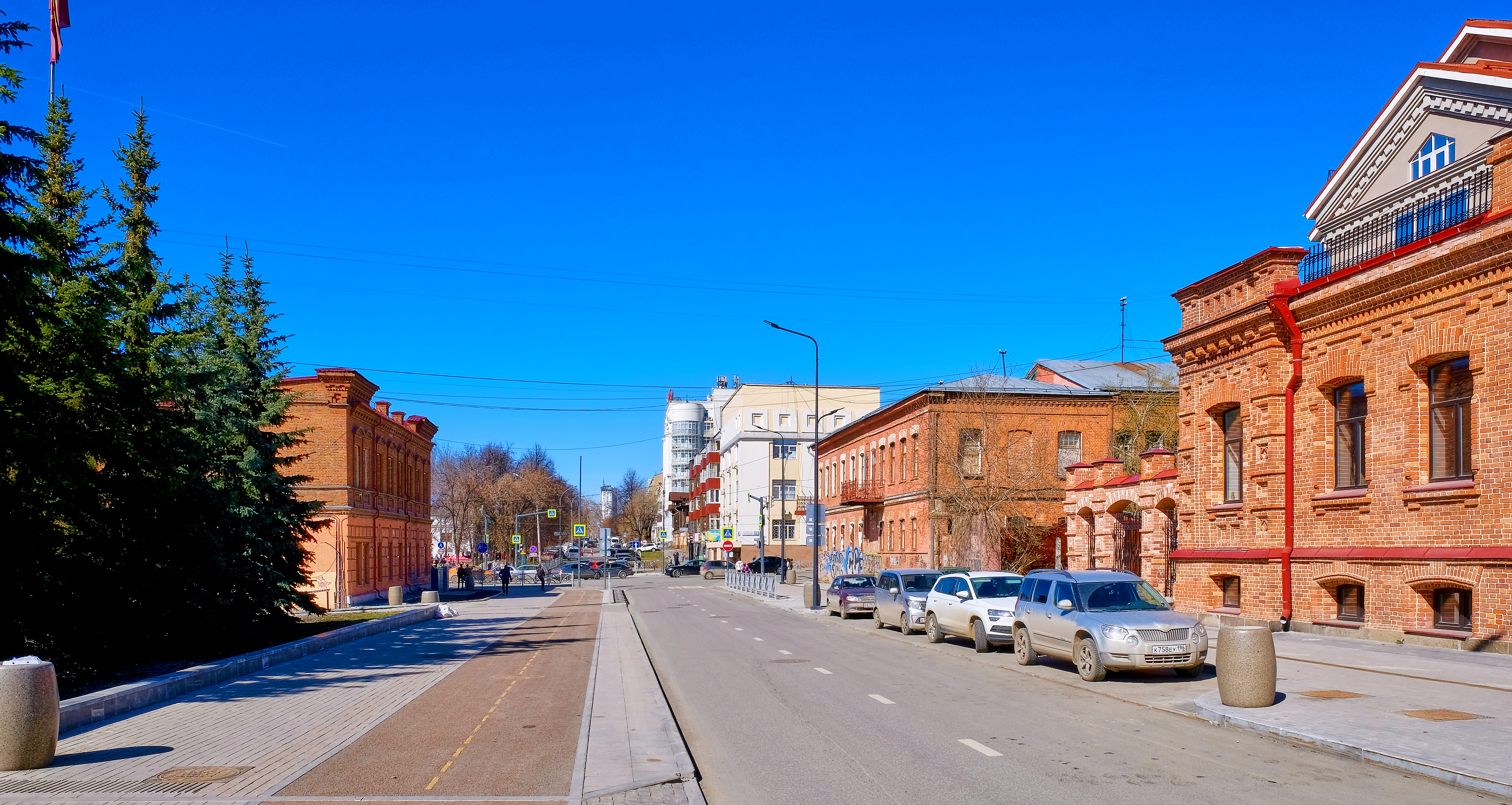
Вид на север, в сторону улицы Малышева
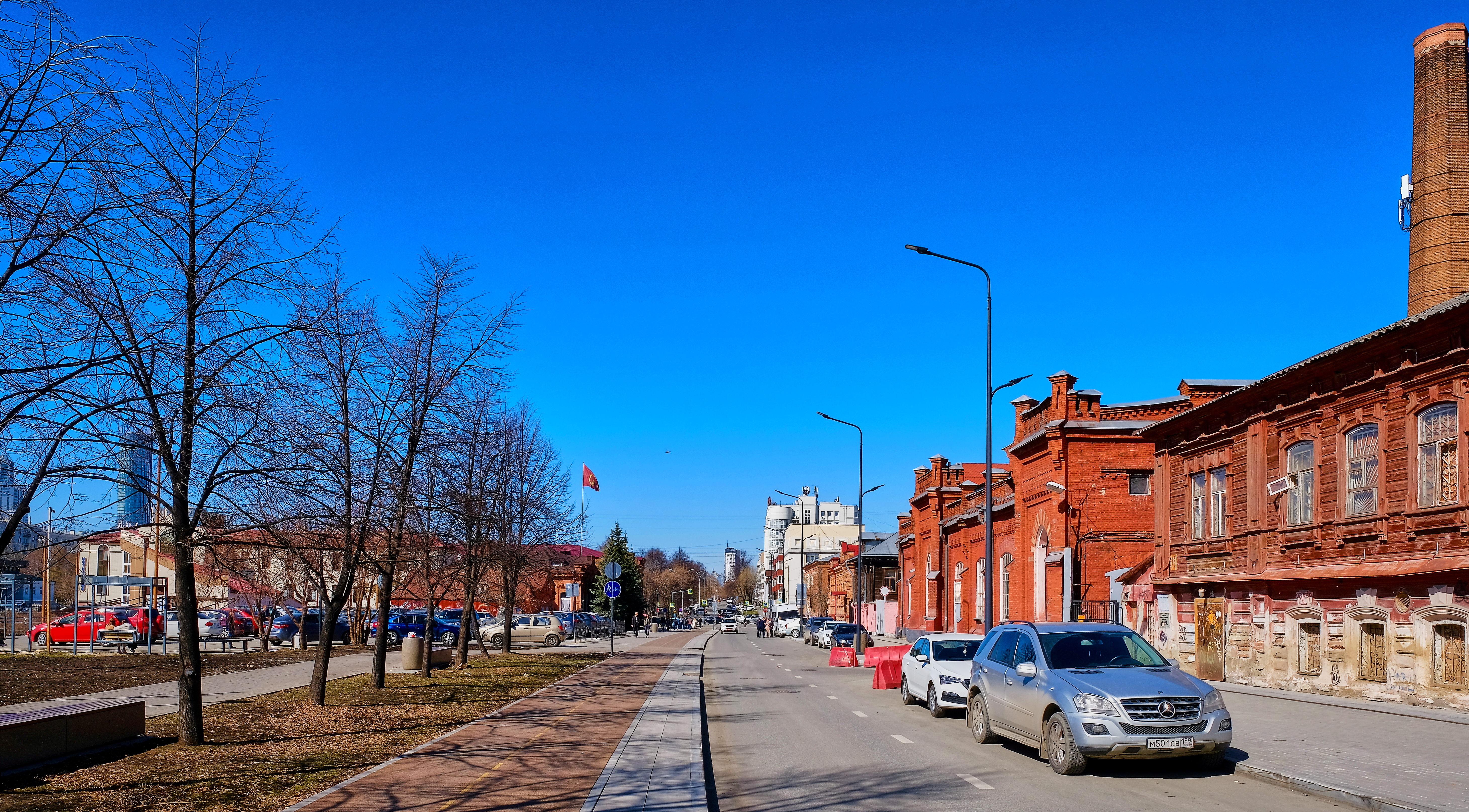
Справа видны здания и труба электростанции
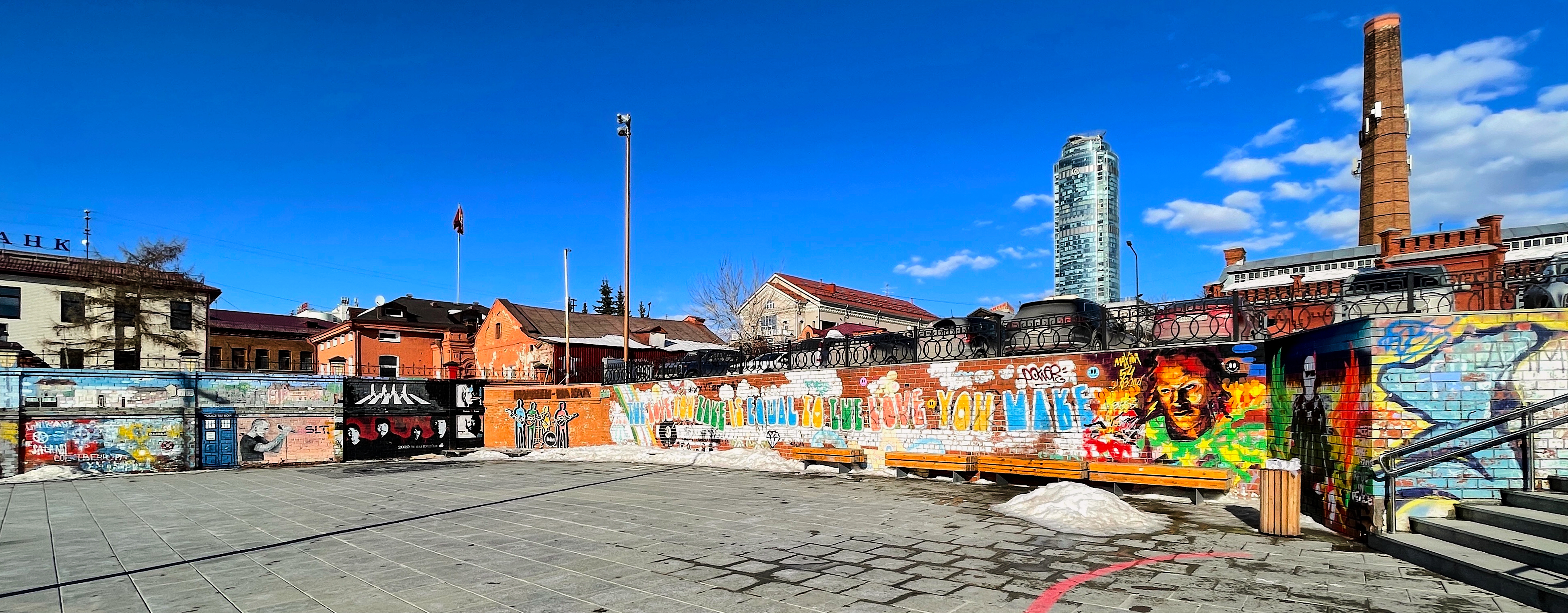
Памятник The Beatles
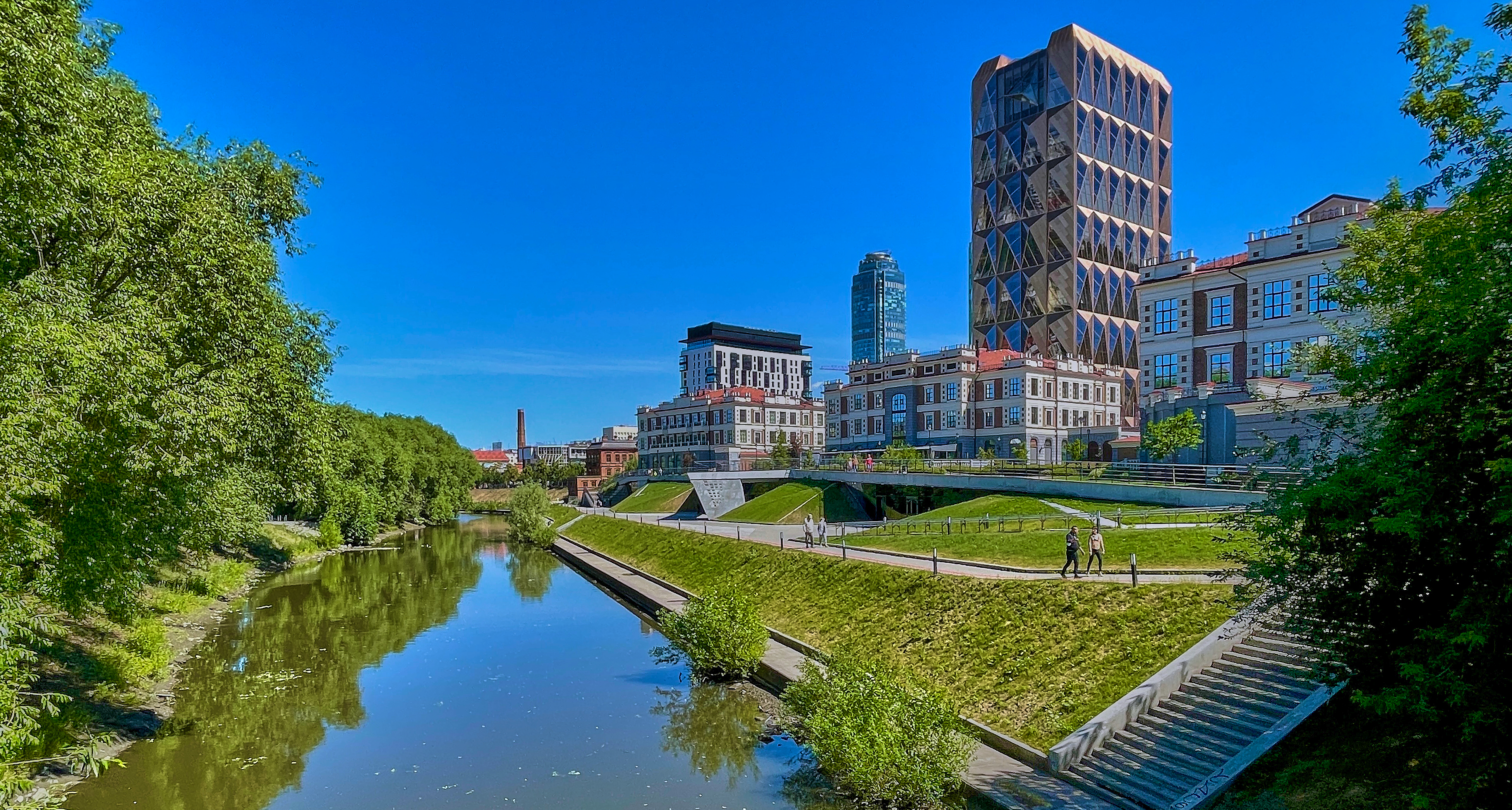
Справа здание штаб-квартиры РМК и Высоцкий